# 格拉巴里夫卡 (普里盧基區)
50°22′51″N 32°20′55″E / 50.38083°N 32.34861°E
格拉巴里夫卡（烏克蘭語：Грабарівка）是位於烏克蘭北部切爾尼希夫州裏普里盧基區的村莊，距離薩西尼夫卡7公里，面積3.02平方公里，海拔高度113米，2001年人口630。